# Школьников, Вадим Евгеньевич
Вади́м Евге́ньевич Шко́льников (род. 7 июня 1979) — российский кёрлингист, судья по кёрлингу.
В составе мужской сборной России участник трёх чемпионатов Европы. Четырёхкратный чемпион России среди мужчин. В составе смешанной сборной России участник двух чемпионатов Европы. Чемпион России и обладатель Кубка России среди смешанных команд.
В «классическом» кёрлинге (команда из четырёх человек одного пола) в основном играет на позициях третьего и второго.
Мастер спорта России (кёрлинг, 1999).
Спортивный судья всероссийской категории (2016).

## Достижения
- Чемпионат России по кёрлингу среди мужчин: золото (2005, 2006, 2008, 2010), серебро (2004, 2007), бронза (1998, 1999, 2000, 2003, 2011, 2013, 2014, 2019).
- Кубок России по кёрлингу среди мужчин: серебро (2008, 2009, 2011, 2021), бронза (2013).
- Чемпионат России по кёрлингу среди смешанных команд: золото (2010), бронза (2015).
- Кубок России по кёрлингу среди смешанных команд: золото (2011), бронза (2014).

## Команды
| Сезон                                          | Четвёртый          | Третий             | Второй             | Первый             | Запасной                             | Тренер                                                          | Турниры                               |
| ---------------------------------------------- | ------------------ | ------------------ | ------------------ | ------------------ | ------------------------------------ | --------------------------------------------------------------- | ------------------------------------- |
| 1997—98                                        | Вадим Школьников   | Вадим Стебаков     | С. Артамошкин      | Михаил Фокин       | Д. Андрианов                         |                                                                 | ЧРМ 1998                              |
| 1998—99                                        | Вадим Школьников   | Вадим Стебаков     | С. Артамошкин      | Михаил Фокин       | Д. Андрианов                         |                                                                 | ЧРМ 1999                              |
| 1999—00                                        | Александр Кириков  | Вадим Школьников   | Михаил Фокин       | Вадим Стебаков     |                                      |                                                                 | ЧРМ 2000                              |
| 2000—01                                        | Алексей Целоусов   | Дмитрий Рыжов      | Матвей Вакин       | Виктор Воробьёв    | Вадим Школьников                     | Юрий Шулико                                                     | ЧЕ 2000 (14 место)                    |
| 2000—01                                        | Александр Кириков  | Вадим Школьников   | Павел Макуха       | Михаил Фокин       | Вадим Стебаков                       | Юрий Андрианов                                                  | ЧМЮ-Б 2001                            |
| 2001—02                                        | Александр Кириков  | Вадим Школьников   | Вадим Стебаков     | Дмитрий Абанин     | Михаил Фокин                         | Юрий Андрианов                                                  | ЧЕ 2001 (13 место)                    |
| 2002—03                                        | Александр Кириков  | Вадим Школьников   | Алексей Камнев     | Дмитрий Абанин     | Михаил Фокин                         |                                                                 | ЧРМ 2003                              |
| 2003—04                                        | Александр Кириков  | Вадим Школьников   | Михаил Фокин       | Алексей Камнев     |                                      |                                                                 | ЧРМ 2004                              |
| 2004—05                                        | Александр Кириков  | Вадим Школьников   | Алексей Камнев     | Дмитрий Абанин     | Антон Калалб, Андрей Дроздов         |                                                                 | ЧРМ 2005                              |
| 2005—06                                        | Александр Кириков  | Вадим Школьников   | Алексей Камнев     | Дмитрий Абанин     |                                      |                                                                 | ЧРМ 2006                              |
| 2006—07                                        | Александр Кириков  | Пётр Дрон          | Вадим Школьников   | Дмитрий Абанин     | Алексей Камнев                       |                                                                 | ЧЕ 2006 (13 место)                    |
| 2006—07                                        | Александр Кириков  | Вадим Школьников   | Алексей Камнев     | Дмитрий Абанин     |                                      |                                                                 | ЧРМ 2007                              |
| 2007—08                                        | Александр Кириков  | Вадим Школьников   | Алексей Камнев     | Дмитрий Абанин     |                                      |                                                                 | ЧРМ 2008                              |
| 2008—09                                        | Александр Кириков  | Вадим Школьников   | Алексей Камнев     | Дмитрий Абанин     |                                      |                                                                 | КРМ 2008                              |
| 2009—10                                        | Александр Кириков  | Вадим Школьников   | Роман Кутузов      | Александр Козырев  |                                      |                                                                 | КРМ 2009 · ЧРМ 2010                   |
| 2010—11                                        | Александр Кириков  | Роман Кутузов      | Вадим Школьников   | Виктор Корнев      |                                      |                                                                 | КРМ 2010 (5 место)                    |
| 2010—11                                        | Александр Кириков  | Роман Кутузов      | Вадим Школьников   | Александр Козырев  |                                      |                                                                 | ЧРМ 2011                              |
| 2011—12                                        | Александр Кириков  | Вадим Школьников   | Артём Болдузев     | Сергей Морозов     | Александр Кузьмин                    |                                                                 | КРМ 2011                              |
| 2012—13                                        | Артём Болдузев     | Вадим Школьников   | Александр Кириков  | Сергей Морозов     | Александр Кузьмин                    |                                                                 | ЧРМ 2013                              |
| 2013—14                                        | Александр Кириков  | Вадим Школьников   | Владимир Собакин   | Антон Калалб       |                                      |                                                                 | КРМ 2013                              |
| 2013—14                                        | Александр Кириков  | Александр Кузьмин  | Александр Челышев  | Дмитрий Абанин     | Вадим Школьников                     | Владимир Романов                                                | ЧРМ 2014                              |
| 2014—15                                        | Александр Кириков  | Вадим Школьников   | Александр Кузьмин  | Алексей Куликов    |                                      |                                                                 |                                       |
| 2016—17                                        | Александр Кириков  | Вадим Школьников   | Дмитрий Абанин     | Сергей Морозов     |                                      |                                                                 | ЧРМ 2017 (4 место)                    |
| 2017—18                                        | Александр Кириков  | Вадим Школьников   | Дмитрий Абанин     | Сергей Морозов     |                                      |                                                                 | КРМ 2017 (8 место) ЧРМ 2018 (5 место) |
| 2018—19                                        | Александр Кириков  | Андрей Дроздов     | Вадим Школьников   | Сергей Морозов     | Дмитрий Абанин                       |                                                                 | КРМ 2018 (7 место) · ЧРМ 2019         |
| 2019—20                                        | Александр Кириков  | Андрей Дроздов     | Вадим Школьников   | Сергей Морозов     | Дмитрий Абанин                       |                                                                 | КРМ 2019 (7 место)                    |
| 2020—21                                        | Александр Кириков  | Андрей Дроздов     | Вадим Школьников   | Сергей Морозов     | Дмитрий Абанин                       | Светлана Калалб                                                 | КРМ 2020 (9 место)                    |
| 2020—21                                        | Александр Кириков  | Андрей Дроздов     | Вадим Школьников   | Дмитрий Абанин     | Сергей Морозов                       | Светлана Калалб                                                 | ЧРМ 2020 (4 место)                    |
| 2020—21                                        | Александр Кириков  | Андрей Дроздов     | Вадим Школьников   | Дмитрий Абанин     | Сергей Морозов                       | Светлана Калалб                                                 | ЧРМ 2021 (9 место)                    |
| 2021—22                                        | Александр Кириков  | Вадим Школьников   | Дмитрий Абанин     | Сергей Морозов     | Дмитрий Исаев                        | Светлана Калалб, В.Р. Барабанщикова                             | КРМ 2021                              |
| 2021—22                                        | Александр Кириков  | Вадим Школьников   | Дмитрий Исаев      | Сергей Морозов     |                                      | Светлана Калалб                                                 | ЧРМ 2022 (11 место)                   |
| 2022—23                                        | Александр Кириков  | Вадим Школьников   | Герман Доронин     | Сергей Морозов     | Дмитрий Исаев                        | Светлана Калалб                                                 | ЧРМ 2023 (8 место)                    |
| 2023—24                                        | Александр Кириков  | Вадим Школьников   | Герман Доронин     | Дмитрий Исаев      | Сергей Морозов                       | Светлана Калалб                                                 | КРМ 2023 (11 место)                   |
| 2023—24                                        | Александр Кириков  | Вадим Школьников   | Герман Доронин     | Сергей Морозов     | Дмитрий Исаев                        | Светлана Калалб                                                 | ЧРМ 2024 (7 место)                    |
| 2024—25                                        | Александр Кириков  | Вадим Школьников   | Дмитрий Исаев      | Сергей Морозов     | Рамиль Янбуков                       |                                                                 | ЧРМ 2025 (10 место)                   |
| Кёрлинг среди смешанных команд (mixed curling) |                    |                    |                    |                    |                                      |                                                                 |                                       |
| 2006—07                                        | Вадим Школьников   | ?                  | ?                  | ?                  |                                      |                                                                 | ЧРСК 2007 (5 место)                   |
| 2007—08                                        | Александр Кириков  | Дарья Козлова      | Алексей Камнев     | Юлия Светова       | Вадим Школьников, Екатерина Антонова |                                                                 | ЧЕСК 2007 (5 место)                   |
| 2007—08                                        | Ольга Жаркова      | Вадим Школьников   | Нкеирука Езех      | Антон Калалб       | М. Борисов, Евгений Архипов          |                                                                 | ЧРСК 2008 (5 место)                   |
| 2008—09                                        | Вадим Школьников   | Екатерина Антонова | Сергей Манулычев   | М. Горбаконь       |                                      | Ольга Андрианова, Ю.С. Борисова, Василий Гудин                  | КРСК 2008 (13 место)                  |
| 2009—10                                        | Вадим Школьников   | Виктория Макаршина | Евгений Архипов    | Анна Лобова        | Евгений Рябышев, Надежда Лепезина    | Ольга Андрианова, Светлана Калалб, Н.Н. Петрова, Р.В. Алисиевич | КРСК 2009 (4 место)                   |
| 2009—10                                        | Александр Кириков  | Ольга Жаркова      | Вадим Школьников   | Ольга Зябликова    | Анна Лобова                          |                                                                 | ЧРСК 2010                             |
| 2010—11                                        | Александр Кириков  | Маргарита Фомина   | Вадим Школьников   | Галина Арсенькина  | Виктор Корнев, Ольга Зябликова       |                                                                 | КРСК 2010 (5 место)                   |
| 2010—11                                        | Людмила Прививкова | Вадим Школьников   | Кира Езех          | Владимир Собакин   |                                      |                                                                 | ЧРСК 2011                             |
| 2011—12                                        | Александр Кириков  | Виктория Макаршина | Вадим Школьников   | Анна Лобова        | Антон Калалб                         |                                                                 | КРСК 2011                             |
| 2011—12                                        | Александр Кириков  | Виктория Макаршина | Антон Калалб       | Анна Лобова        | Вадим Школьников, Оксана Гертова     | Ирина Колесникова                                               | ЧЕСК 2011 (13 место)                  |
| 2011—12                                        | Людмила Прививкова | Вадим Школьников   | Екатерина Антонова | Александр Кириков  | Римма Шеяфетдинова                   |                                                                 | ЧРСК 2012 (4 место)                   |
| 2012—13                                        | Александр Кириков  | Виктория Макаршина | Вадим Школьников   | Анна Лобова        |                                      |                                                                 | ЧРСК 2013 (13 место)                  |
| 2013—14                                        | Александр Кириков  | Виктория Макаршина | Вадим Школьников   | Галина Арсенькина  | Дмитрий Абанин                       |                                                                 | ЧРСК 2014 (4 место)                   |
| 2014—15                                        | Александр Кириков  | Виктория Макаршина | Дмитрий Абанин     | Анна Лобова        | Вадим Школьников, Валерия Скляренко  |                                                                 | КРСК 2014                             |
| 2014—15                                        | Александр Кириков  | Виктория Макаршина | Вадим Школьников   | Елизавета Лебедева |                                      |                                                                 | ЧРСК 2015                             |

(скипы выделены полужирным шрифтом)